# Ogi, Saga
Ogi (小城市 Ogi-shi, Tiểu Thành) là một thành phố thuộc tỉnh Saga, Nhật Bản. Ngày 3 tháng 3 năm 2005, huyện Ogi được sáp nhập với các thị trấn Ashikari, Mikatsuki và Ushizu, tất cả thuộc huyện huyện Ogi để thành lập thành phố Ogi.